# Eternal (groupe)
Pour les articles homonymes, voir Eternal.
 (mai 2013).
Si vous disposez d'ouvrages ou d'articles de référence ou si vous connaissez des sites web de qualité traitant du thème abordé ici, merci de compléter l'article en donnant les références utiles à sa vérifiabilité et en les liant à la section « Notes et références ».
Eternal est un groupe de musique féminin (girl group) britannique de R&B à tendance new jack swing formé en 1992. Le groupe est composé de Louise Redknapp, son amie et camarade de classe Kelle Bryan, de Easther Bennett et de sa sœur aînée Vernie Bennett. Il a vendu environ 10 millions de disques dans le monde. Louise Redknapp a quitté le groupe avant la sortie de leur deuxième album pour se concentrer sur sa carrière solo avec le même label. Kéllé Bryan a quitté le groupe dans des circonstances non divulguées en 1998. Les sœurs Easther Bennett et Vernie Bennett étaient les seules membres restantes lors de leur dissolution en 2000. Eternal a fait un bref retour en 2013, Kéllé Bryan retournant dans le groupe, avant une séparation en 2014. Le groupe était considéré comme l'équivalent britannique du groupe américain En Vogue.
Le premier album de Eternal en 1993, Always & Forever, a atteint le deuxième rang du palmarès des albums au Royaume-Uni. En 1997, le groupe a atteint la première place au UK Singles Chart avec I Wanna Be the Only One. Il a également reçu sept nominations aux Brit Awards. Au total, Eternal a atteint 15 fois le Top 20 britannique entre 1993 et 1999, avec des Top 10 singles comme Stay (1993), Oh Baby I ... (1994), Power of a Woman (1995), Someday (1996), Secrets (1996) et Don't You Love Me (1997). Le groupe s'est reformé en trio sans Louise Redknapp en 2013 pour la deuxième saison de l'émission de téléréalité The Big Reunion sur ITV2, et a donné un concert unique en mars 2014.